# ダンバートン・オークス
座標: 北緯38度54分49.94秒 西経77度3分48.5秒 / 北緯38.9138722度 西経77.063472度

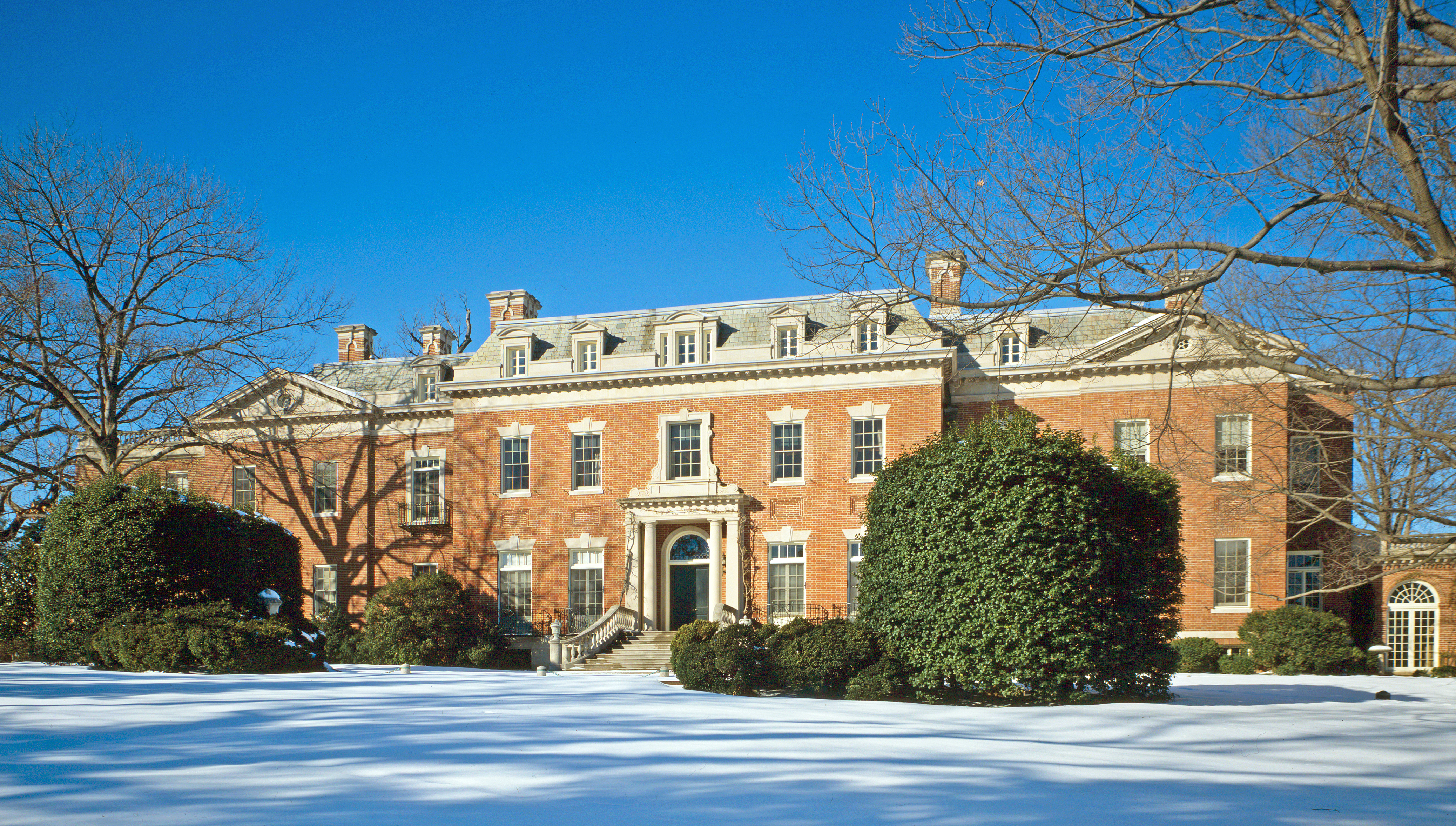
ダンバートン・オークスの邸宅

ダンバートン・オークス（Dumbarton Oaks）は、ワシントンD.C.のジョージタウン地区にあるハーバード大学所属の研究機関。研究図書館および博物館と庭園から構成される。ビザンティン文化および先コロンブス期アメリカ大陸の文化の研究と収集で知られる。

## 歴史
ダンバートンは元々はこの界隈の地名であり、ダンバートンとはその語源にさかのぼれば「ブリテン人の砦」といった意味を指す。1702年にニニアン・ビール大佐（1625頃-1717年）がアン女王から与えられた土地の一部であり、故郷に対する敬意をこめて彼はこの地をthe Rock of Dumbartonと命名した。1801年頃ウイリアム・ハモンド・ドーシー（1764-1818年）がこの土地に最初の住居と温室を建てた。1822年から1829年の間はジョン・C・カルフーン（1782-1850）の邸宅であり、1846年にエドワード・マグルーダー・リンシカム（1787-1869年）がこの家を購入し19世紀半ばにかけてこの邸宅を大幅に拡張し「ジ・オークス」と命名した。1891年にはヘンリー・F・ブラントの所有となる。
次いでロバート・ウッズ・ブリス(1875-1962)が1920年に自分と妻のミルドレッド(1879-1969)の住居として購入し、1933年に2つの歴史的な名称を組み合わせ「ダンバートン・オークス」と名付けた。その敷地は54エーカー（約22ヘクタール）の広さがあった。ミルドレッドは農地だった敷地をコロニアル様式の邸宅とベアトリクス・ファーランド設計のヨーロッパ風の庭園に改造した。ブリスは外交官として世界各国に赴任する必要があり、実際に住居として使ったのは引退した1933年以降だった。
ブリス夫妻は政治家としてだけでなく収集家としても知られた。とくにミルドレッドは芸術家のパトロンであり、ダンバートン・オークスで音楽と文化の夕べを開催した。
1940年、住みはじめてわずか7年後に、ブリス夫妻は邸宅、庭園のうち16エーカー、コレクション、蔵書をハーバード大学に寄贈した。庭園の残りの部分は公園および駐米デンマーク大使館の敷地として寄贈された。また、1940年にビザンティン研究、1963年に先コロンブス期研究、1969年のミルドレッドの没後にはその遺志によって庭園及び造園研究のための奨励金が創設された。

## コレクション
ダンバートン・オークスはさまざまなコレクションを所蔵している。
- ビザンティン・コレクション - 資料1200点と硬貨・印章24000点を所蔵する[3]。
- 先コロンブス期コレクション - メソアメリカ文明、アンデス文明、および両者の中間領域の資料700点以上を所蔵する[4]。
- ハウス・コレクション - 西洋・アジア・アメリカの歴史的な屋内装飾・家具のコレクション。本来はブリス家の音楽室だった[5]。
- 庭園図書館 - ミルドレッドが収集した庭園関係の貴重書のコレクションがある[2]。

ハーバード大学出版局から多数の書物を出版している。
1941年以来、ビザンティン文化に関する学術雑誌『Dumbarton Oaks Papers』を毎年発行している。
ビザンティン研究、先コロンブス期研究、庭園・造園研究の3つの分野に関する研究奨励金を発行している。

## ギャラリー

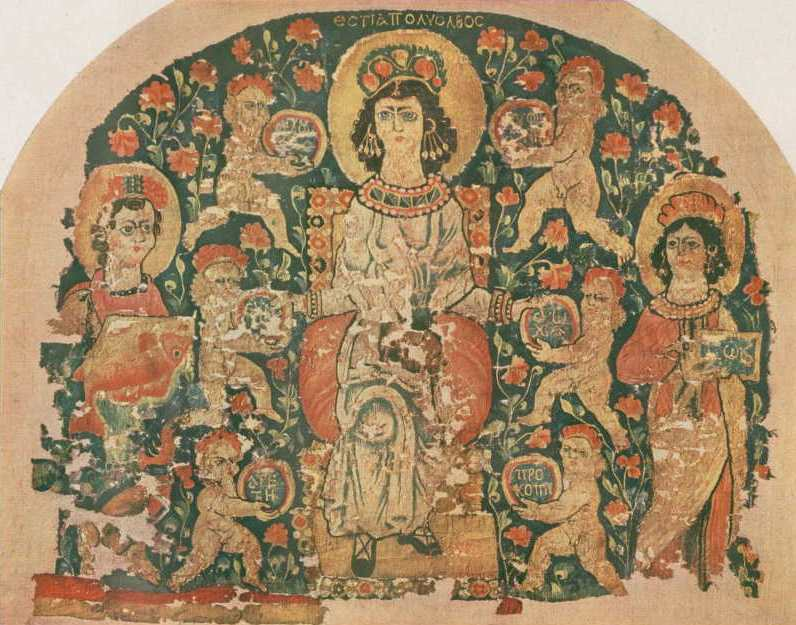
ヘスティアーの織物。6世紀エジプト
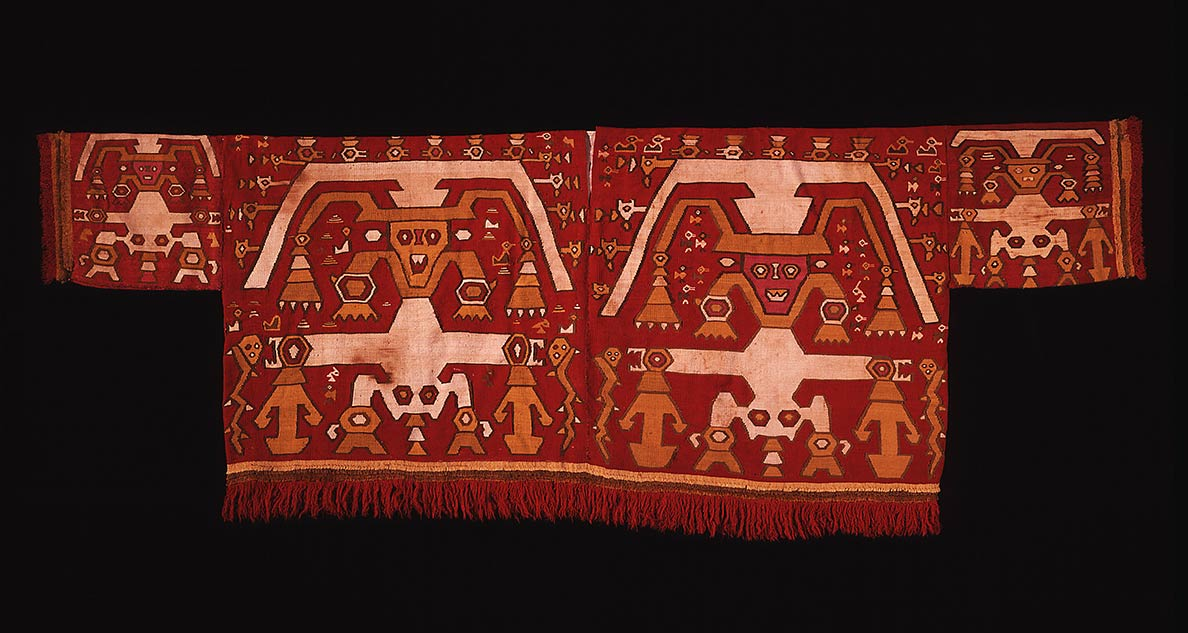
チムー文化（ペルー）の織物
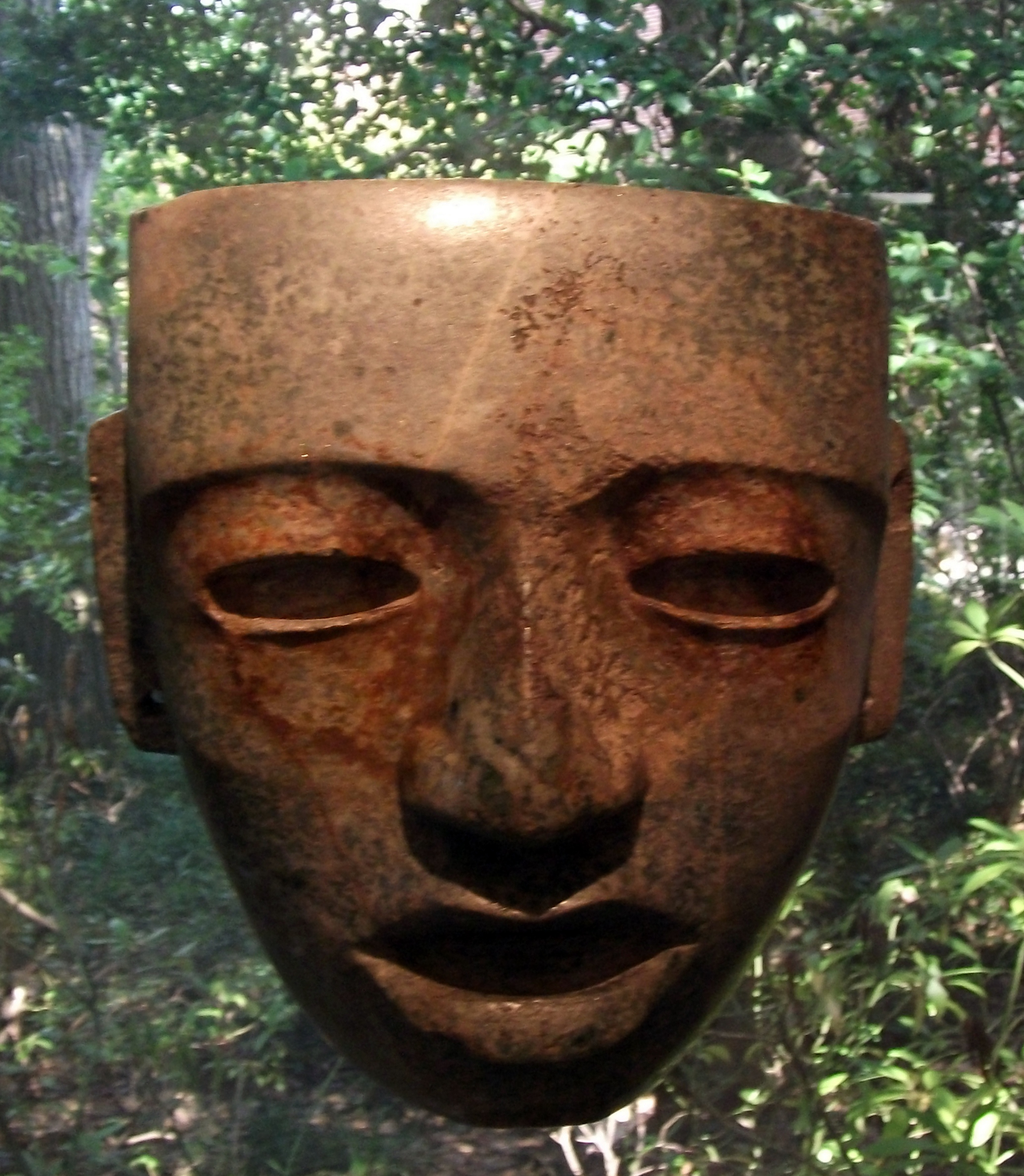
テオティワカンの仮面
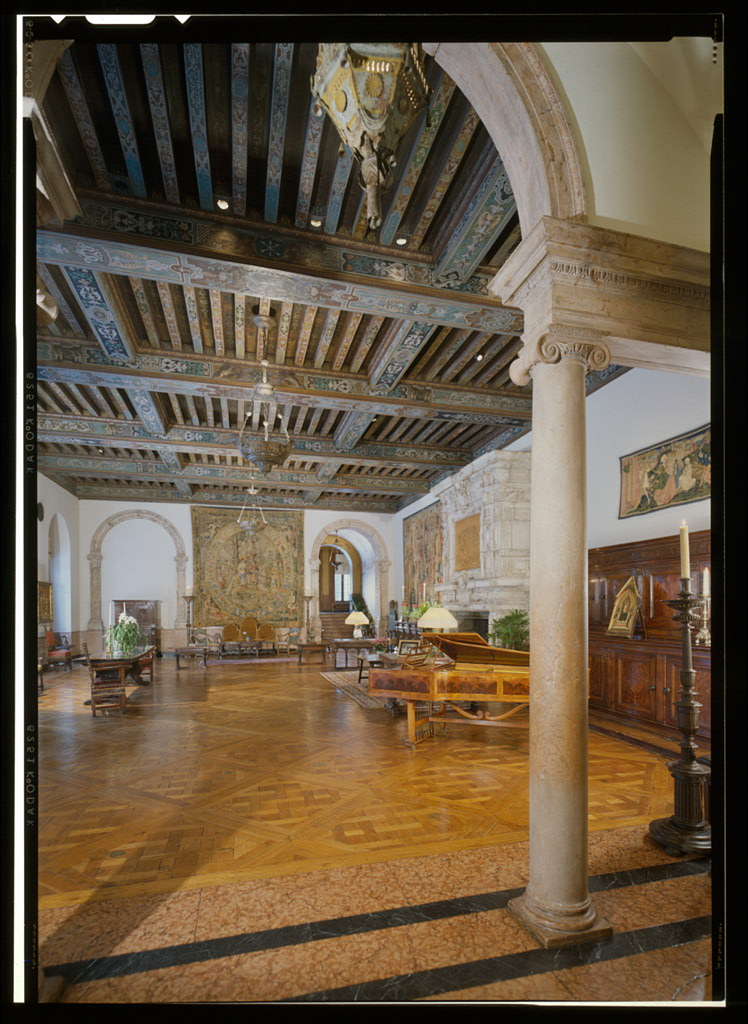
音楽室
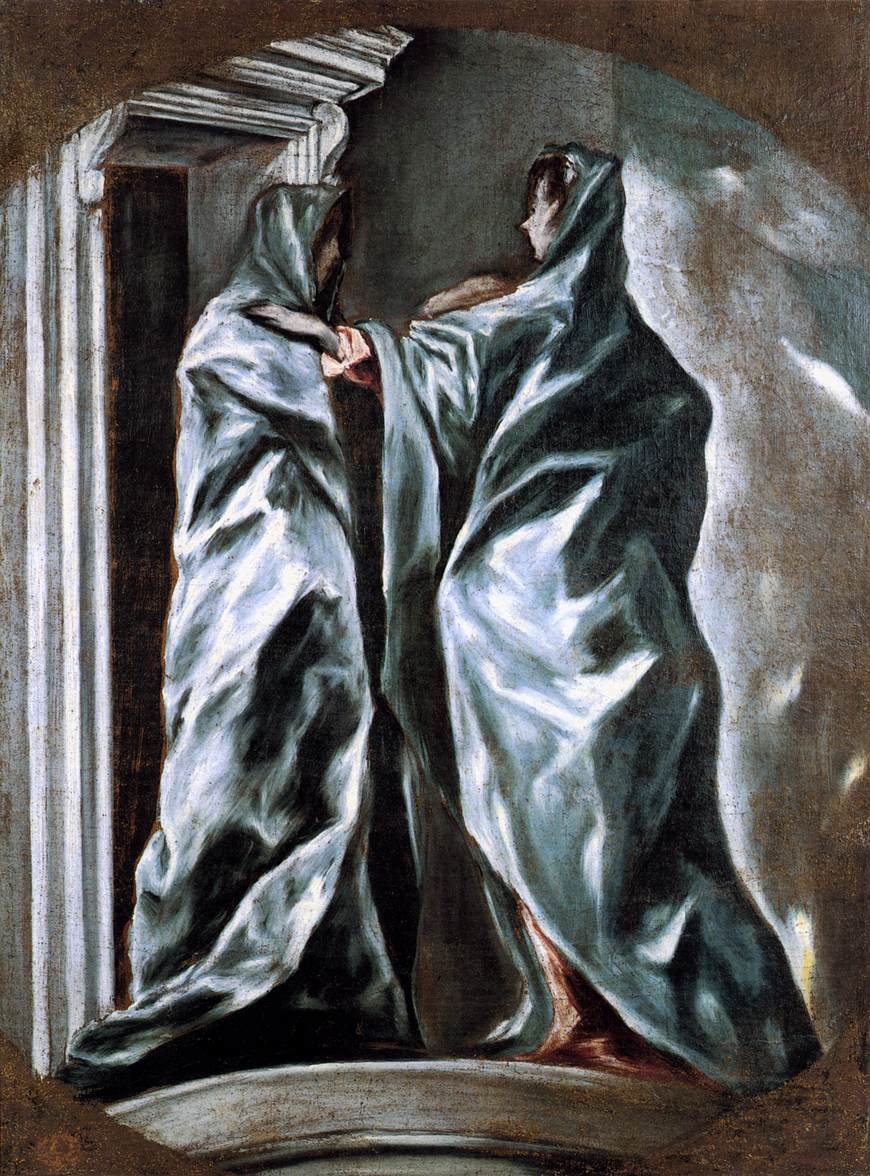
エル・グレコ「エリザベト訪問」
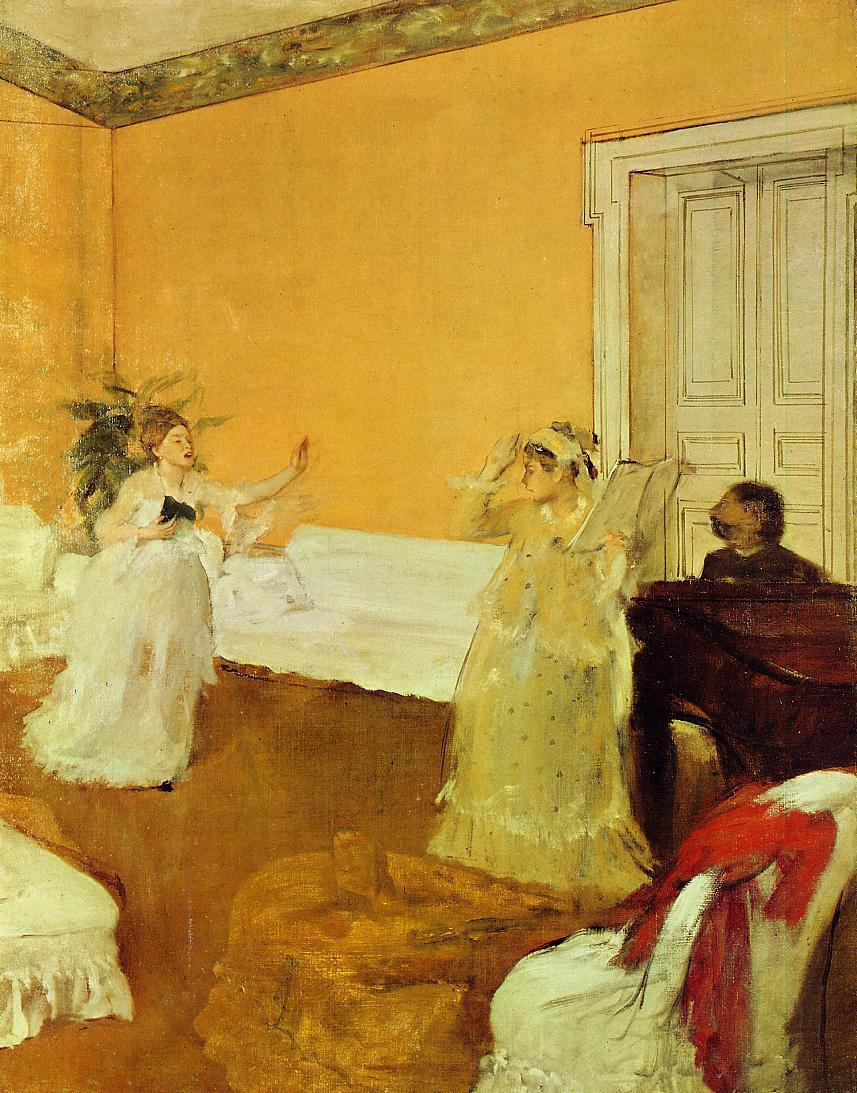
ドガ「リハーサル」